# Ngletih (Pesantren)
Ngletih is een bestuurslaag in het regentschap Kediri van de provincie Oost-Java, Indonesië. Ngletih telt 1955 inwoners (volkstelling 2010).